# وينديل
وينديل (21 أو 22 نوفمبر 1947 - 23 مايو 2022)، هو لاعب كرة قدم برازيلي في مركز حراسة المرمى، ولد في 21 نوفمبر 1947 في ريسيفي في البرازيل. لعب مع بوتافوغو ريغاتاس ونادي غواراني ونادي فلومينينسي ونادي فيلا نوفا.

## وصلات خارجية
- وينديل على موقع ناشيونال فوتبول تيمز (الإنجليزية)
- وينديل على موقع عالم كرة القدم.نت (الإنجليزية)